# U46 (潜水艦・初代)

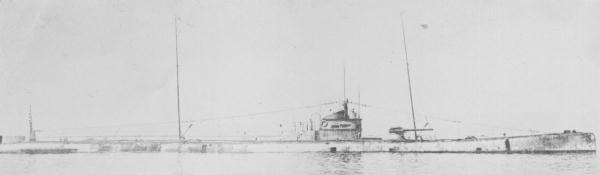
横須賀での仮称○2（旧U46）

U46は、ドイツ海軍の潜水艦（Uボート）。U43型潜水艦の4番艦で、Ms型とも呼ばれる中型量産潜水艦の1隻である。

## 概要
ダンチッヒ工廠で建造され、1915年5月18日に進水、同年12月17日に竣工した。11回の任務をこなし、55隻の商船を撃沈した。
第一次世界大戦終了後日本に戦利獲得され、1918年12月19日にイギリスのハリッジで受領。ほかの戦利獲得された潜水艦とともに、整備ののち第二特務艦隊によって日本に回航される。日本海軍籍には編入されず、潜水艦の引き上げ実験等に利用された後に廃艦となった。1921年に呉工廠で兵装を撤去。1926年に横須賀へ曳航中、嵐で曳航索が切断し行方不明となる。ホノルルの西方約1,800カイリにてアメリカ船により発見されたが、航路安全のため海没処分された。
日本における名称は第〇二潜水艦（仮称）である。
第二次世界大戦のVII型潜水艦U-46についてはU-46を参照のこと。

## 諸元
- 常備排水量：720ｔ
- 水上排水量：725 t[1]
- 水中排水量：940ｔ[1]
- 全長：65.0m[1]
- 主機：ディーゼル×2基/電動機×2基[1]
- 出力：水上2,000馬力、水中1,200馬力[1]
- 速力：水上15.2kt、水中9.7kt[1]
- 兵装：10.5cm単装砲1門、50センチ魚雷発射管6門[1]